# Dendrobium moschatum
Dendrobium moschatum är en orkidéart som först beskrevs av Buch.-ham., och fick sitt nu gällande namn av Olof Swartz. Dendrobium moschatum ingår i släktet Dendrobium, och familjen orkidéer. Inga underarter finns listade i Catalogue of Life.

## Bilder

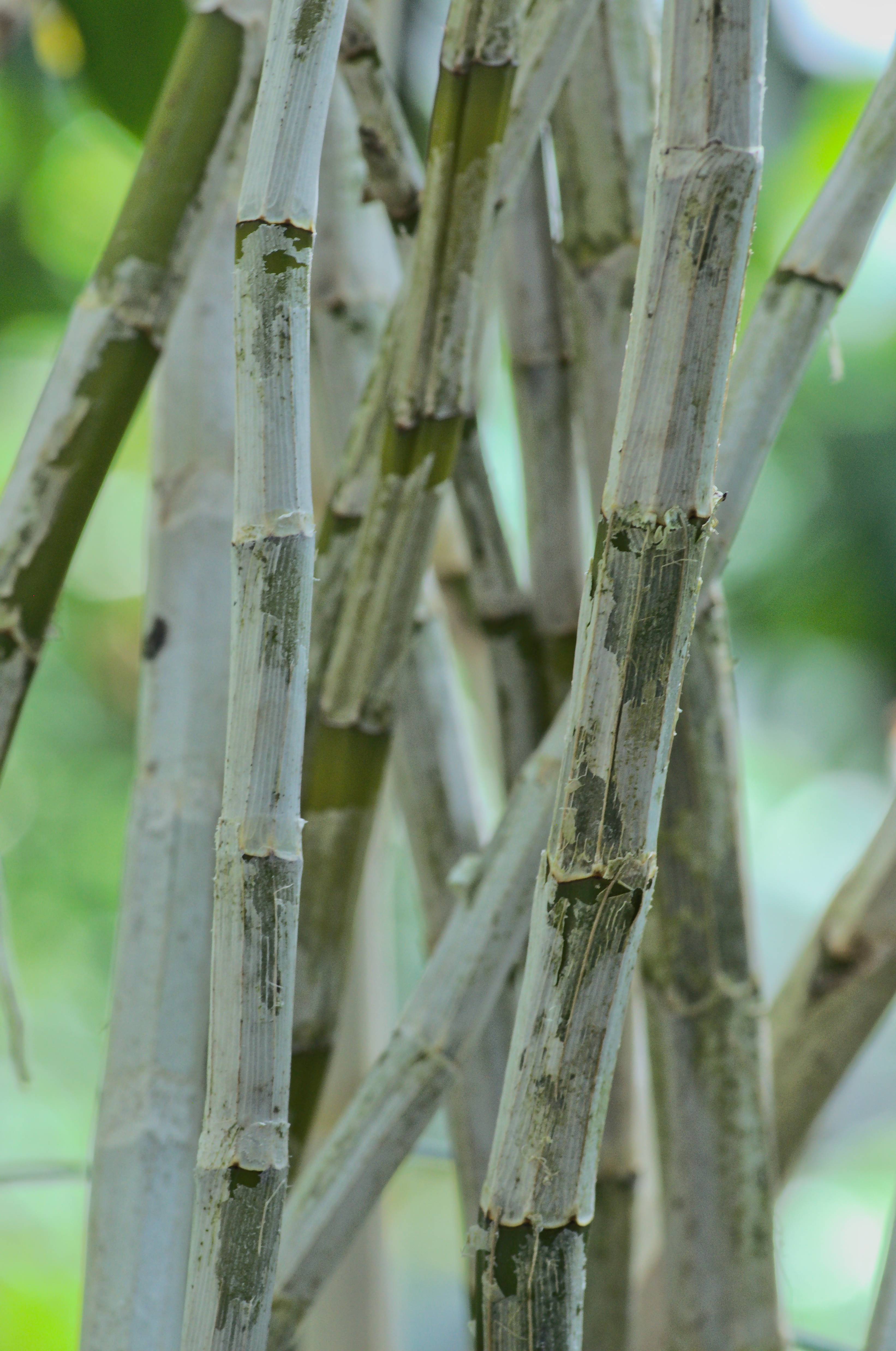
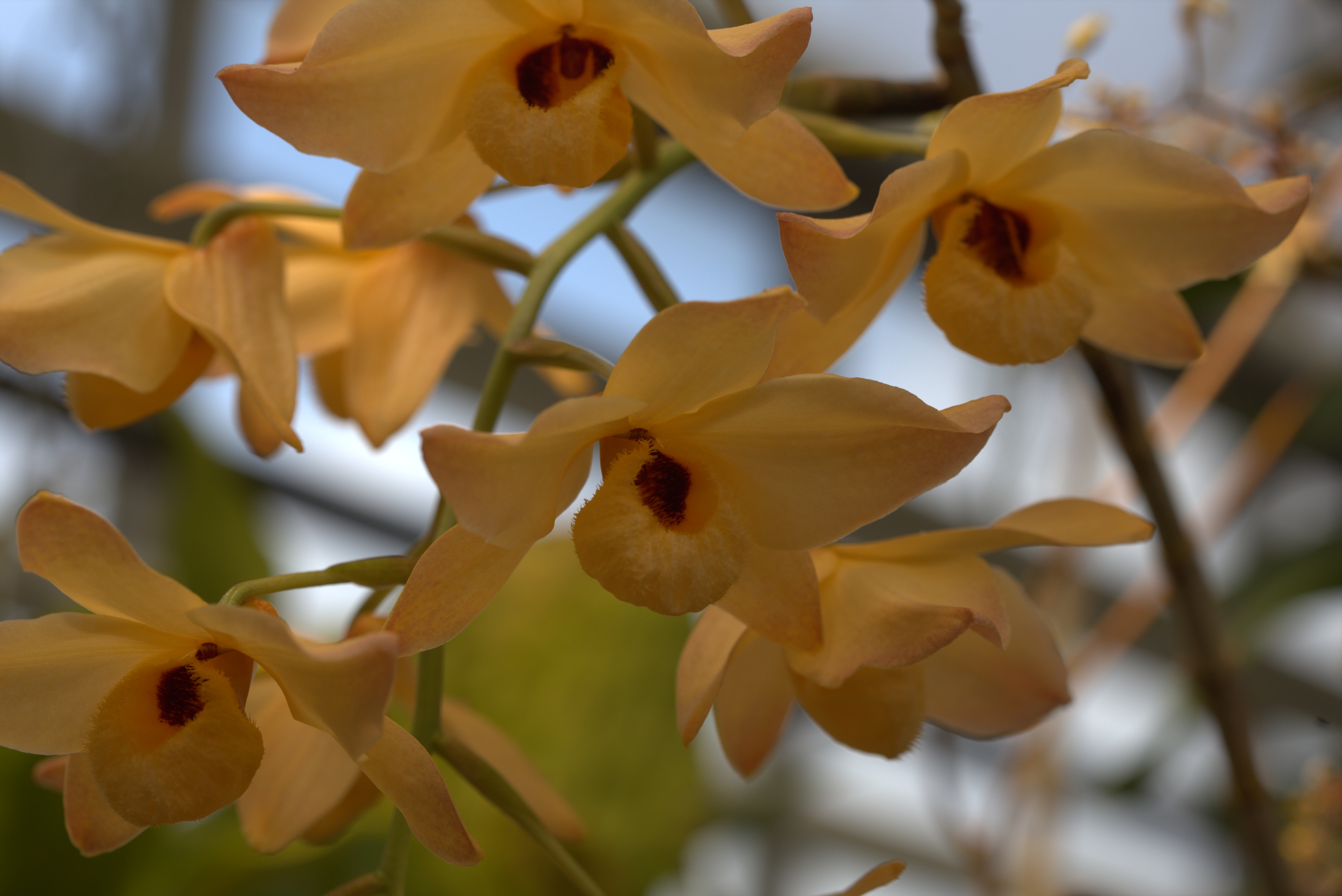
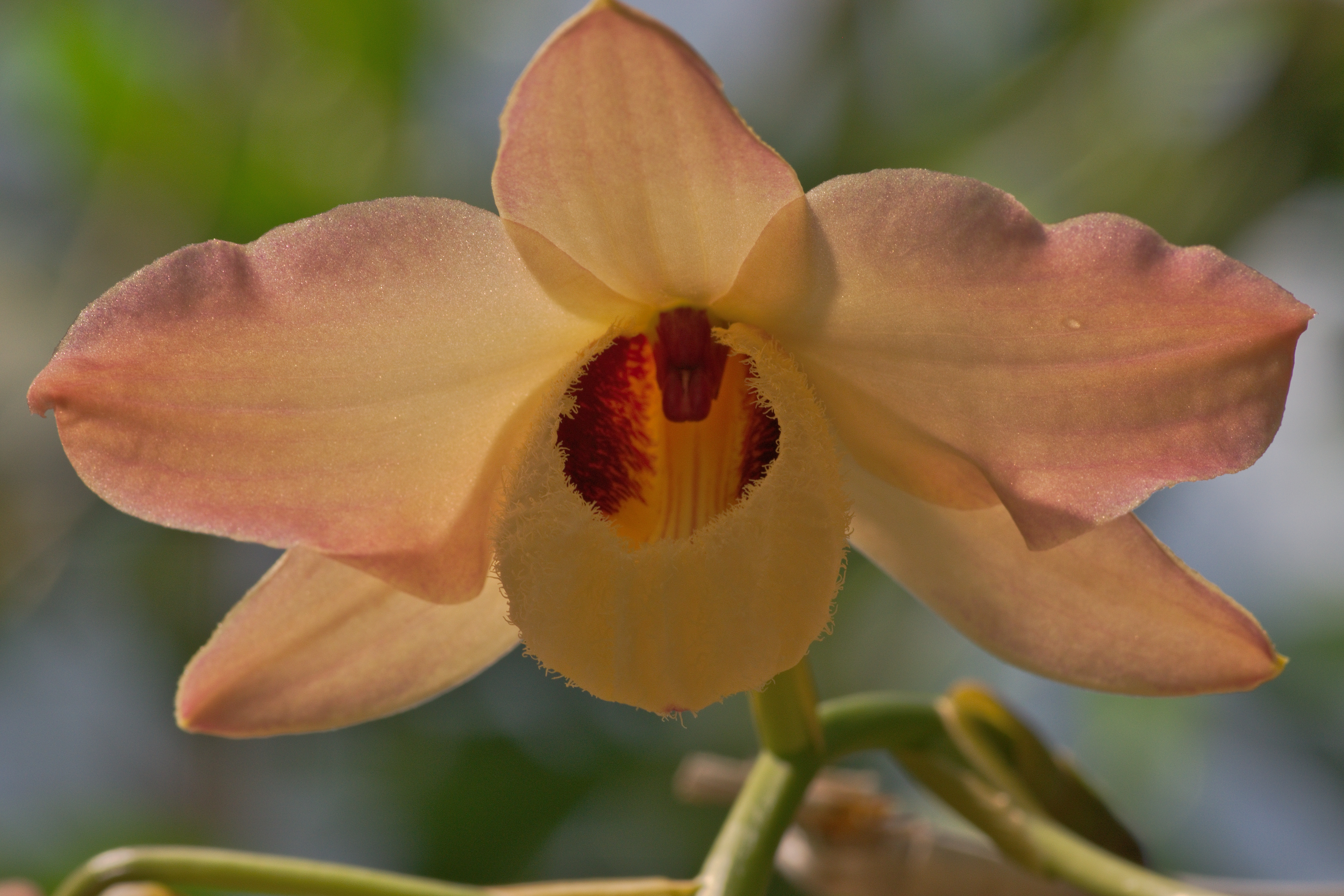
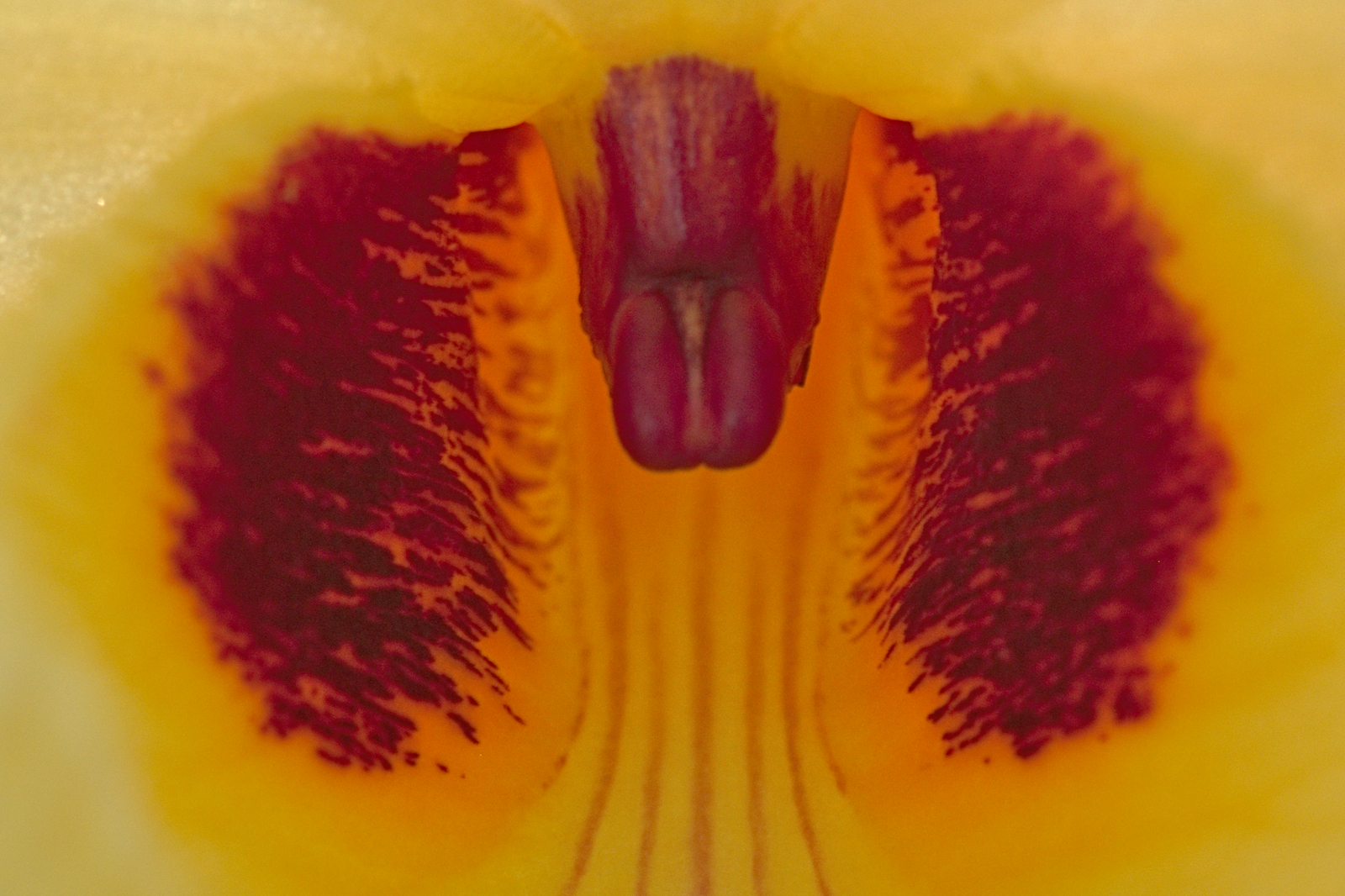
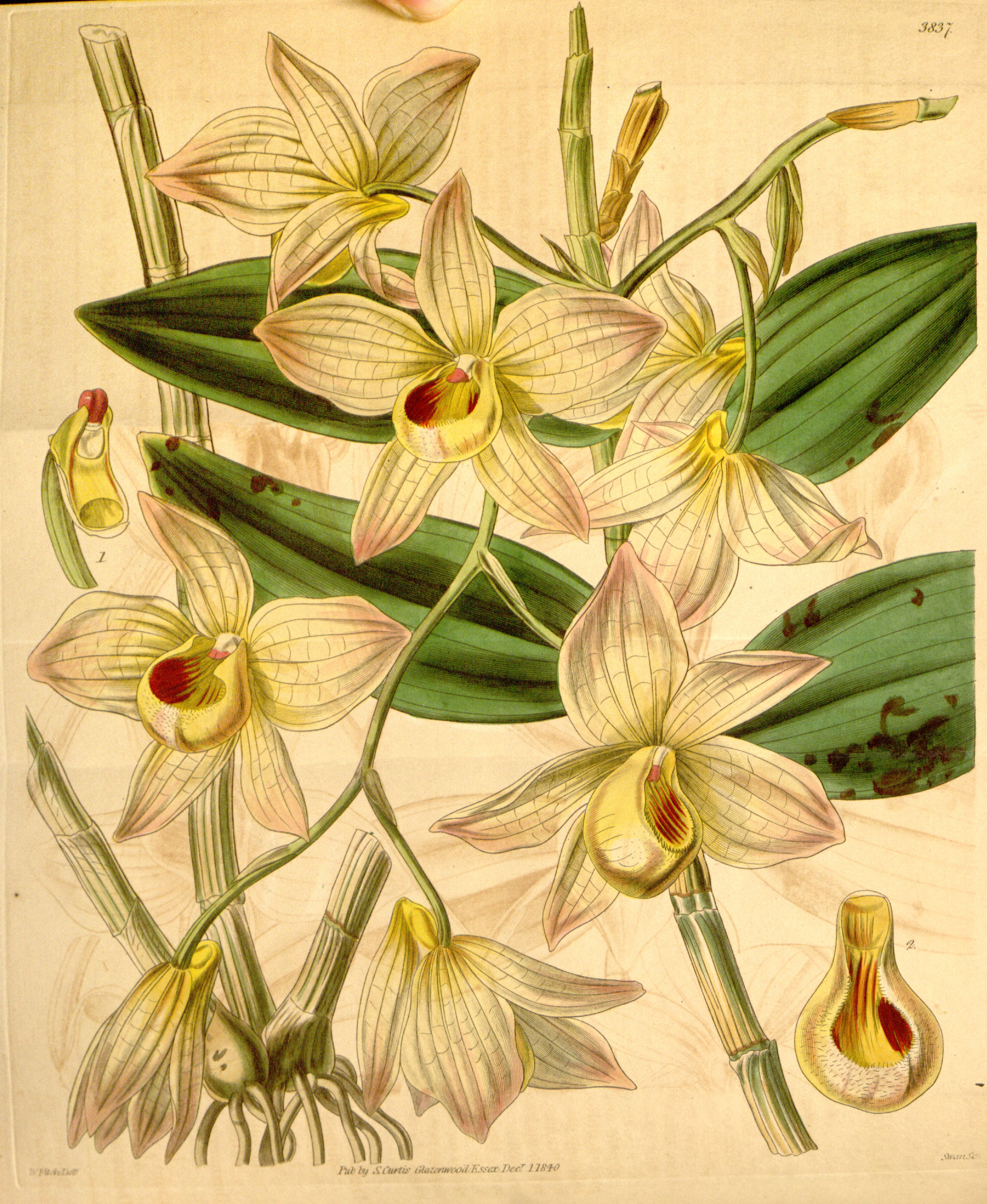